# 加藤正世
加藤 正世（かとう まさよ、1898年〈明治31年〉4月19日 - 1967年〈昭和42年〉11月7日）は、日本の昆虫学者。理学博士。
半翅目昆虫（セミ、ツノゼミ、ヨコバイ、ウンカなど）の研究を専門とし「セミ博士」とも呼ばれた。趣味の昆虫採集を通じた教育普及活動に尽力し、昭和初期の昆虫黄金時代を築き上げた主要な人物としても知られている。1962年（昭和42年）に長年のセミ類に関する生態研究と博物館等における社会教育への貢献から藍綬褒章を受章した。

## 来歴
1898年（明治31年）4月19日、栃木県塩谷郡北高根沢村に生まれる。元庄屋の旧家出身で、3男3女の3男。父親の幹実は津田仙の弟子としても知られ、農学者で俳人・書家。正世が8歳のときに東京の芝区へ移住、小学校時代は昆虫採集や模型飛行機の製作に夢中になった。17歳のときに初めての報文「蝉―Cicada」を発表する。
1916年（大正5年）、東京の攻玉社中学校を卒業する。1918年（大正7年）には国民飛行会の記者となり「黒鷲」のペンネームで活躍した。1920年（大正9年）、記者として在籍しながら千葉県津田沼の伊藤飛行機研究所練習生となり、1922年（大正11年）に三等飛行機操縦士の免許を取得、同じ頃に研究所で知り合った高田秀子と結婚する。
1923年（大正12年）、昆虫研究のために台湾へ渡るが、9月の関東大震災により仕送りが途絶え、生活のために台湾総督府中央研究所嘉義農事試験支所および台北中央研究所で農業害虫の研究に従事する。中央研究所農業部応用動物科長であった素木得一に師事し、セミ類を中心とした採集調査を行った。1928年（昭和3年）に日本に帰国すると京都の衣笠に居住、1930年（昭和5年）には東京の世田谷区野沢に移住する。
1930年、『趣味の昆虫採集』を刊行、監修者は東京文理科大学の岡田彌一郎で、加藤は1930年から32年にかけて岡田の研究室で研修生をしていた。1932年（昭和7年）に『蝉の研究』を刊行、また「昆虫趣味の会」を設立し、翌年には機関誌『昆蟲界』を創刊する。
1935年（昭和10年）、東京の石神井に転居し、石神井公園に隣接する自宅に「加藤昆虫研究所」を設立する。1938年（昭和13年）には同敷地内に「蝉類博物館」を開館し一般にも公開した。
1940年（昭和15年）以降、豊島区の巣鴨学園の非常勤講師や、練馬区の富士見高校の専任教師として教鞭を執り、日本生物教育会理事、日本生物教育学会理事、東京都生物教育研究会幹事などを歴任した。1956年（昭和31年）には『蝉の生物学』を刊行、これを学位論文として1958年（昭和33年）に北海道大学から理学博士の学位を授与される。1962年（昭和37年）、長年のセミ類に関する生態研究と博物館等における社会教育への貢献から藍綬褒章を受章した。
1967年（昭和42年）11月7日に胃癌により69歳で逝去。遺骨は富士霊園に埋葬され、京都府八幡市の飛行神社に合祀された。

## 昆虫趣味の会
加藤は1930年（昭和5年）に『趣味の昆虫採集』を刊行、1945年には26版を数えるなどベストセラーとなった。奥本大三郎は、昆虫の採集と標本の作り方を解説したこの本は、“戦前の昆虫採集の黄金時代を築く上で大いに力のあった”ものであると評価し、平山修次郎の『原色千種昆虫図譜』と共に虫の世界では“一世を風靡”した観があると述べている。
1932年（昭和7年）には「昆虫趣味の会」を設立し、翌年には機関誌『昆蟲界』を創刊した。『昆蟲界』は、1962年（昭和37年）、127号まで発行された。
加藤の死後、加藤の教えを受けた橋本洽二らにより1978年（昭和53年）に「日本セミの会」が設立され、会報『CICADA』が発刊されるに至った。

## 蝉類博物館
1938年（昭和13年）、東京の石神井にあった自宅の敷地内に別棟12坪の「蝉類博物館」を開館した。
加藤の死後、蝉類博物館は閉館となり、標本や資料などのコレクションは1974年（昭和49年）に長野県茅野市美濃戸の個人所蔵館「加藤正世記念昆虫館」に移された。コレクションは遺族により管理されてきたが、2010年（平成22年）10月に東京大学総合研究博物館に寄贈された。
2015年（平成27年）10月には練馬区立石神井公園ふるさと文化館で、東京大学総合研究博物館との共催により特別展『｢蝉類博物館」 ─昆虫黄金期を築いた天才・加藤正世博士の世界─』が開催された。

## 主な著書
- 『趣味の昆虫採集』 三省堂、1930年、全国書誌番号:47001405
- 『分類原色日本昆虫図鑑』第1-12輯 厚生閣、1932-1934年、全国書誌番号:46086371
- 『蝉の研究』 三省堂、1932年、全国書誌番号:47005445
- 『昆虫の生活研究』 研究社、1948年、全国書誌番号:45025397
- 『動植物の採集と標本の作り方』 岩崎書店、1952年、全国書誌番号:45025154
- 『昆虫採集』 三十書房、1952年、全国書誌番号:45025438
- 『蝉の生物学』 岩崎書店、1956年、全国書誌番号:56014658
- 『昆虫の飼育と観察』 三十書房、1957年、全国書誌番号:45025437
- 『虫の世界』 社会思想研究会出版、1961年、全国書誌番号:61008488